# Mistrzostwa Panamerykańskie w Zapasach 2021
Mistrzostwa panamerykańskie w zapasach w 2021 roku zostały rozegrane w dniach 27 – 30 maja w mieście Gwatemala na terenie Teodoro Palacios Flores Stadium.

## Tabela medalowa
Gospodarz zawodów został zaznaczony kolorem.
| Poz.    | Państwo           |    |    |    | Łącznie |
| 1       | Stany Zjednoczone | 24 | 4  | 1  | 29      |
| 2       | Dominikana        | 1  | 4  | 5  | 10      |
| 3       | Brazylia          | 1  | 3  | 12 | 16      |
| 4       | Ekwador           | 1  | 3  | 0  | 4       |
| 5       | Kolumbia          | 1  | 1  | 0  | 2       |
| 6       | Honduras          | 1  | 0  | 0  | 1       |
| 7       | Kanada            | 0  | 6  | 3  | 9       |
| 8       | Meksyk            | 0  | 4  | 6  | 10      |
| 9       | Gwatemala         | 0  | 1  | 5  | 6       |
| 10      | Peru              | 0  | 1  | 1  | 2       |
| 11      | Chile             | 0  | 1  | 0  | 1       |
| .       | Panama            | 0  | 1  | 0  | 1       |
| 13      | Argentyna         | 0  | 0  | 3  | 3       |
| 14      | Portoryko         | 0  | 0  | 2  | 2       |
| 15      | Kostaryka         | 0  | 0  | 1  | 1       |
| Łącznie | Łącznie           | 29 | 29 | 39 | 97      |

## Wyniki

### styl klasyczny
| Waga   | Złoto:           | Srebro:           | Brąz:                                 |
| 60 kg  | Dicther Toro     | Ildar Hafizov     | Marat Garipow Maikol Josefa           |
| 63 kg  | Andrés Montaño   | Randon Miranda    | Emerson Ordóñez                       |
| 67 kg  | Xavier Johnson   | Enyer Feliciano   | Calebe Corrêa Diego Martínez de Leija |
| 72 kg  | Jamel Johnson    | Juan Ruiz Lugo    | Carlos Fuentes                        |
| 77 kg  | Peyton Walsh     | Joílson Júnior    | Marciano Alí Reinier Jiménez          |
| 82 kg  | Ben Provisor     | David Choc        | Alexis Martínez                       |
| 87 kg  | John Stefanowicz | Daniel Vicente    | Ronisson Brandão                      |
| 97 kg  | Kevin Mejía      | Braxton Amos      | Igor Alves                            |
| 130 kg | Leo Santana      | Donald Longendyke | Isaque Conserva                       |

### styl wolny
| Waga   | Złoto:         | Srebro:               | Brąz:                             |
| 57 kg  | Vitali Arujau  | Roberto Alejandro     | Alexander Fernández Samuel Alva   |
| 61 kg  | Shelton Mack   | Juan Ramírez          | Jorge Alberto Olvera              |
| 65 kg  | Joseph McKenna | Marcos Siqueira       | Álvaro Rudesindo Jonnathan Pérez  |
| 70 kg  | Alec Pantaleo  | Carlos Romero         | Vincent De Marinis Enrique Pérez  |
| 74 kg  | Kyle Dake      | Víctor Hernández Luna | Julio Rodríguez Jonathan Parrilla |
| 79 kg  | Thomas Gantt   | Néstor Tafur          | Samuel Barmish                    |
| 86 kg  | David Taylor   | Clayton Pye           | Noel Torres Thales Reis           |
| 92 kg  | Nathan Jackson | Jeremy Poirier        | Ángel Bautista                    |
| 97 kg  | Kyle Snyder    | Luis Pérez            | Maxwell Lacey Garita              |
| 125 kg | Gable Steveson | Aly Barghout          | Catriel Muriel                    |

### kobiety styl wolny
| Waga  | Złoto:             | Srebro:              | Brąz:                             |
| 50 kg | Sarah Hildebrandt  | Jacqueline Mollocana | Patricia Bermúdez Kamila Barbosa  |
| 53 kg | Ronna Heaton       | Luisa Valverde       | Sabrina Gama                      |
| 55 kg | Jacarra Winchester | Virginie Gascon      | Anny Ramírez                      |
| 57 kg | Giullia Rodrigues  | Alexandria Town      | Cameron Guerin                    |
| 59 kg | Maya Nelson        | Linda Morais         | Karoline Santana                  |
| 62 kg | Kayla Miracle      | Laís Nunes           | Alejandra Romero                  |
| 65 kg | Jennifer Page      | Ashley Zárate        | Amanda Savard                     |
| 68 kg | Tamyra Stock       | Yessica Oviedo       | Luz Clara Vázquez Grabriela Rocha |
| 72 kg | Alexandria Glaude  | Janet Sobero         | Brenda Aguiar                     |
| 76 kg | Adeline Gray       | Génesis Reascos      | Aline Ferreira                    |